# Тюринге
Тюринге (на шведски: Tyringe) е град в южна Швеция, лен Сконе, община Хеслехолм. Намира се на около 460 km на югозапад от столицата Стокхолм, на 60 km на североизток от Малмьо и на 10 km на запад от Хеслехолм. Първите сведения за града датират от 1353 г. Има жп гара. Балнеологичен курорт с минерална вода. Населението на града е 4658 жители според данни от преброяването през 2010 г.